# Miho's Select
『Miho's Select』（ミホズ・セレクト）は、中山美穂のベスト・アルバム。1991年12月24日にキングレコードより発売された。規格品番はKICS-150。

## 概要
帯コピー：中山美穂のセレクトによるベスト・アルバム  New Versionも入った必聴盤。
同年に発売された2枚のヒットシングル「Rosa」と「遠い街のどこかで…」を含む、本人選曲による10曲を収録。過去に発売されたアルバムからのバラード曲が中心となっている。
「Rosa」はシングルとアレンジの異なるアルバムバージョンでの収録、「遠い街のどこかで…」はシングルと同じアレンジだが、アルバムでは出だしの音量だけ意図的に下げられており、徐々に音量が上がるというフェードインの手工が凝らされている。
オリコンアルバムチャートでは初登場1位を獲得し、以後も好調なセールスを続け最終的に30万枚を超えた。翌年に発表された『第6回日本ゴールドディスク大賞』女性アイドル部門賞を受賞した。
タイトルにある ″select″ は動詞であり名詞にはならないため（名詞形は ″selection″）、″Miho's Select″ という表現は文法的に正しくない。日本語における″セレクト″という語感から付けられた、日本語的表現である。

## 収録曲

### CD
| #         | タイトル                            | 作詞      | 作曲         | 編曲      | 時間  |
| --------- | ----------------------------------- | --------- | ------------ | --------- | ----- |
| 1.        | 「Rosa」                            | 一咲      | 井上ヨシマサ | ATOM      | 5:09  |
| 2.        | 「'91 You're My Only Shinin' Star」 | 角松敏生  | 角松敏生     | 鳴海寛    | 5:45  |
| 3.        | 「SWITCH ON」                       | 松本隆    | 筒美京平     | 根岸貴幸  | 4:19  |
| 4.        | 「I Know」                          | 芹沢類    | Cindy        | 杉山卓夫  | 5:24  |
| 5.        | 「遠い街のどこかで…」               | 渡邉美佳  | 中崎英也     | 中崎英也  | 5:54  |
| 6.        | 「花瓶」                            | 角松敏生  | 角松敏生     | 角松敏生  | 5:57  |
| 7.        | 「COCKATOO」                        | 中山美穂  | 尾関昌也     | ATOM      | 4:10  |
| 8.        | 「誰かが愛に…」                     | 中山美穂  | 尾関昌也     | ATOM      | 5:37  |
| 9.        | 「Long Distance To The Heaven」     | 北山瑞穂  | 北山瑞穂     | 杉山卓夫  | 5:16  |
| 10.       | 「本気でも…」                       | 飛鳥涼    | 飛鳥涼       | 十川知司  | 5:10  |
| 合計時間: | 合計時間:                           | 合計時間: | 合計時間:    | 合計時間: | 53:04 |

### 曲解説
1. Rosa
  - 同年発売の22枚目のシングル。未表記だがアレンジの異なるアルバム・ヴァージョンでの収録。
  - 一咲とは中山のペンネーム。
2. '91 You're My Only Shinin' Star
  - エレクトリック・ギターによるニューアレンジで新録音。
3. SWITCH ON
  - シングル「WAKU WAKUさせて」のカップリング曲「ハートのスイッチを押して」のニューアレンジによる新録音。（シングル及びアルバム『EXOTIQUE』収録ヴァージョンの編曲は船山基紀）
4. I Know
  - アルバム『Mind Game』収録曲。ボーカルのみ新録音。
5. 遠い街のどこかで…
  - 本作発売時での最新シングル。中山自身が主演したドラマ『逢いたい時にあなたはいない…』主題歌。
6. 花瓶
  - アルバム『CATCH THE NITE』収録曲。ニューミックス&ボーカル新録音。
7. COCKATOO
  - アルバム『Dé eaya』収録曲。
8. 誰かが愛に…
  - シングル「これからのI Love You」のカップリング曲。
9. Long Distance To The Heaven
  - アルバム『Mind Game』収録曲。
  - 北山瑞穂とは中山が1987年〜1988年に使用していたペンネーム。
10. 本気でも…
  - シングル「Midnight Taxi」のカップリング曲。

## 再発盤
- 2015年10月14日 - CD（廉価盤 KICS-3282）
2015年リマスタリング仕様で「30th Anniversary Original Album Collection」として、これまでにリリースしたアルバムのうち25作品が同日再発売された[4]。

## 参考資料
- 中山美穂『Miho's Select』（再発盤・ライナーノーツ）キングレコード、2015年10月14日。KICS-3282。